# Canton de Chaulnes
Le canton de Chaulnes est un ancien canton français situé dans le département de la Somme et la région Picardie.

## Géographie
Ce canton était organisé autour de Chaulnes dans l'arrondissement de Péronne. Son altitude variait de 32 m (Proyart) à 112 m (Lihons) pour une altitude moyenne de 87 m.

## Histoire
De 1833 à 1848, les cantons de Chaulnes et de Bray avaient le même conseiller général. Le nombre de conseillers généraux était limité à 30 par département.

## Représentation

### Conseillers généraux de 1833 à 2015
| Période | Période      | Identité                   | Étiquette                    | Qualité |
| ------- | ------------ | -------------------------- | ---------------------------- | --- |
| 1833    | 1848         | Jean Antoine Vasset        |                              | Propriétaire à Herleville, juge de paix à Bray-sur-Somme |
| 1848    | 1866 (décès) | Félix Bellator de Beaumont | Droite                       | Ancien officier, propriétaire à Chaulnes et Paris Président du Conseil Général (1849, 1852-1865) Député (1839-1851), Sénateur (1852-1866)                                          |
| 1866    | 1870         | Georges Lemaire            |                              | Agriculteur, maire de Hyencourt-le-Grand |
| 1871    | 1879 (décès) | Charles Mollien            | Républicain                  | Docteur en médecine Député (1876-1879) |
| 1879    | 1882 (décès) | Henri Sy                   |                              | Propriétaire à Lihons |
| 1882    | 1919 (décès) | Ernest Boinet              | Républicain                  | Agriculteur, fabricant de sucre directeur des sucreries d'Epenancourt et de Génermont (commune de Fresnes-Mazancourt) Maire d'Assevillers (1878-1919), conseiller d'arrondissement |
| 1919    | 1940         | Eugène Boinet              | Républicains de gauche       | Agriculteur Maire de Berny-en-Santerre Nommé membre de la Commission administrative départementale en 1941                                                                         |
|         |              |                            |                              | |
| 1945    | 1964         | Jean Gilbert-Jules         | Radical                      | Avocat Sénateur (1948-1954 et 1958-1959) Secrétaire d'État (1954-1956) Ministre (1956-1957) Adjoint au Maire d'Amiens                                                              |
| 1964    | 1973 (décès) | Pierre Maille              | M.R.P. puis Centre démocrate | Agriculteur Maire de Soyécourt (1963-1973) Sénateur (1966-1973) |
| 1973    | 1994         | Serge Bayard               | M.D.S.F. puis U.D.F.-P.S.D.  | Agent de maîtrise à la SNCF Maire de Chaulnes (1971-1989) |
| 1994    | 2015         | Philippe Cheval            | Divers droite                | Kinésithérapeute Ancien Vice-Président du Conseil Général Président de la Communauté de Communes de Haute-Picardie Chaulnes                                                        |

### Conseillers d'arrondissement (de 1833 à 1940)
| Période                                  | Période          | Identité                             | Étiquette   | Qualité |
| ---------------------------------------- | ---------------- | ------------------------------------ | ----------- | --- |
| 1833                                     | 1866 (démission) | Eustache Vasset                      |             | Propriétaire cultivateur, maire d'Herleville |
| 1836                                     | 1848             | Eustache Vasset                      |             | Propriétaire cultivateur, maire d'Herleville |
|                                          |                  |                                      |             | |
|                                          | 1882 (démission) | Ernest Boinet                        | Républicain | Agriculteur, fabricant de sucre , directeur des sucreries d'Epenancourt et de Génermont (commune de Fresnes-Mazancourt), maire d'Assevillers (1878-1919) |
|                                          | 1887 (décès)     | Charles Joseph Deflandre (1844-1887) |             | Entrepreneur de travaux publics, Proyart |
|                                          |                  |                                      |             | |
| 1904                                     | 1919             | Abdon Delavenne (1845-1929)          | Radical     | Négociant, maire de Foucaucourt-en-Santerre (1895-1928), Président du Conseil d'arrondissement (1913)                                                    |
| 1919                                     | 1940             | Gaston Jules                         | Radical     | Négociant en vins et agriculteur, maire de Chaulnes (1919-1929)                                                                                          |
| 1940                                     |                  |                                      |             | Les conseils d'arrondissement ont été suspendus par la loi du 12 octobre 1940 et n'ont jamais été réactivés                                              |
| Les données manquantes sont à compléter. |                  |                                      |             | |

## Composition
Le canton de Chaulnes regroupait 22 communes et comptait 6 564 habitants (recensement de 1999 sans doubles comptes).
| Communes                | Population (2012) | Code postal | Code Insee |
| ----------------------- | ----------------- | ----------- | ---------- |
| Ablaincourt-Pressoir    | 227               | 80320       | 80002      |
| Assevillers             | 228               | 80200       | 80033      |
| Belloy-en-Santerre      | 167               | 80200       | 80080      |
| Berny-en-Santerre       | 153               | 80200       | 80090      |
| Chaulnes                | 1 901             | 80320       | 80186      |
| Chuignes                | 127               | 80340       | 80194      |
| Dompierre-Becquincourt  | 642               | 80980       | 80247      |
| Estrées-Deniécourt      | 245               | 80200       | 80288      |
| Fay                     | 71                | 80200       | 80304      |
| Fontaine-lès-Cappy      | 53                | 80340       | 80325      |
| Foucaucourt-en-Santerre | 223               | 80340       | 80335      |
| Framerville-Rainecourt  | 296               | 80131       | 80342      |
| Fresnes-Mazancourt      | 134               | 80320       | 80353      |
| Herleville              | 99                | 80340       | 80432      |
| Hyencourt-le-Grand      | 81                | 80320       | 80447      |
| Lihons                  | 377               | 80320       | 80481      |
| Omiécourt               | 223               | 80320       | 80608      |
| Proyart                 | 522               | 80340       | 80644      |
| Puzeaux                 | 210               | 80320       | 80647      |
| Soyécourt               | 204               | 80200       | 80741      |
| Vauvillers              | 262               | 80131       | 80781      |
| Vermandovillers         | 119               | 80320       | 80789      |

## Démographie
| 1962  | 1968  | 1975  | 1982  | 1990  | 1999  | 2009 |
| ----- | ----- | ----- | ----- | ----- | ----- | ---- |
| 6 044 | 6 411 | 6 151 | 6 064 | 6 332 | 6 564 | -    |